# Petrová
Petrová est un village de Slovaquie situé dans la région de Prešov.

## Histoire
Première mention écrite du village en 1414.

## Démographie

### Évolution de la population
| Année:               | 1994. | 2004.    | 2014.    | 2024.    |
| -------------------- | ----- | -------- | -------- | -------- |
| Nombre de personnes: | 487   | 671      | 827      | 1001     |
| Différence:          |       | +37,78 % | +23,24 % | +21,03 % |

| Année:               | 2023. | 2024.   |
| -------------------- | ----- | ------- |
| Nombre de personnes: | 981   | 1001    |
| Différence:          |       | +2,03 % |